# Orthoperus brunnipes
Orthoperus brunnipes är en skalbaggsart som först beskrevs av Leonard Gyllenhaal 1808.  Orthoperus brunnipes ingår i släktet Orthoperus, och familjen punktbaggar. Arten är reproducerande i Sverige.